# Тарґовисько-Ґурне
Тарґовисько-Ґурне (пол. Targowisko Górne) — село в Польщі, у гміні Любава Ілавського повіту Вармінсько-Мазурського воєводства.
Населення — 111 осіб (2011).
У 1975-1998 роках село належало до Ольштинського воєводства.

## Демографія
Демографічна структура станом на 31 березня 2011 року:
|          | Загалом | Допрацездатний вік | Працездатний вік | Постпрацездатний вік |
| -------- | ------- | ------------------ | ---------------- | -------------------- |
| Чоловіки | 55      | 13                 | 35               | 7                    |
| Жінки    | 56      | 13                 | 33               | 10                   |
| Разом    | 111     | 26                 | 68               | 17                   |